# Wei (estrella)
Wei (ε Scorpii / ε Sco / 26 Scorpii / HD 151680) es la cuarta estrella más brillante de la constelación del Escorpión, siendo su magnitud aparente +2.29. Es superada en brillo por Antares (α Scorpii), Shaula (λ Scorpii) y Sargas (θ Scorpii). El nombre de Wěi (‘la cola’) originariamente era el nombre de una constelación china que incluía a μ1, μ2, ζ1, ζ2, η, θ, ι, κ, υ y λ Scorpii.
Distante 65 años años luz del sistema solar, Wei se halla más cerca que muchas otras estrellas de la constelación asociadas entre sí. Es una gigante naranja de tipo espectral K1III y 4400 K de temperatura efectiva, cuya luminosidad (incluida la radiación emitida en el infrarrojo) es 72 veces mayor que la del Sol. Con un radio entre trece y quince veces mayor que el radio solar, su tamaño es discreto comparado al de otras estrellas gigantes como Aldebarán (α Tauri), cuyo radio es tres veces más grande.
Con una incierta masa entre 1 y 1.5 masas solares, la edad de Wei puede ser comparable a la del Sol. Aunque no se conoce con certeza su estado evolutivo, la opción más probable es que esté aumentando en brillo con un núcleo inerte de helio; sin embargo, una pequeña variación observada en su brillo (en torno al 10 % del mismo), sugiere que el incremento en luminosidad puede deberse a la existencia de un núcleo inerte de carbono y oxígeno. Tiene una metalicidad en torno al 70 % de la solar y su velocidad de rotación proyectada (1.7 km/s) da como resultado un período de rotación de hasta 1.3 años.
La velocidad a la que Wei se mueve respecto al Sol, 63 km/s, es tres o cuatro veces mayor que la de las estrellas cercanas del disco galáctico, lo que indica que Wei es una visitante proveniente del disco más antiguo y grueso que constituye la transición con el halo galáctico.